# Ja, ty i on
Ja, Ty i On (ang. You, Me and Dupree) – komediowy film amerykański z 2006 roku.

## Fabuła
Młode małżeństwo, Molly i Carl krótko cieszy się swoim szczęściem, ponieważ Randy, najlepszy przyjaciel męża wprowadza się do ich domu. W domu jest z dnia na dzień coraz śmieszniej, ale też jest więcej kłopotów z współlokatorem.

## Obsada
- Owen Wilson: Randy Dupree
- Kate Hudson: Molly Peterson
- Matt Dillon: Carl Peterson
- Michael Douglas: pan Thompson
- Seth Rogen: Neil
- Amanda Detmer: Annie
- Ralph Ting: Toshi
- Keo Knight: szwagier Carla
- Todd Stashwick: Rod
- Bill Hader: Mark
- Lance Armstrong: on sam
- Jason Winer: Eddie
- Sidney S. Liufau: Paco
- Billy Gardell: barman Dave
- Eli Vargas: Aaron

niewymienieni w czołówce:
- Sam Polson: gość weselny